# Joe Alaskey
Joe Alaskey, född 17 april 1952 i Troy i delstaten New York, död 3 februari 2016 i Los Angeles, Kalifornien, var en amerikansk skådespelare och röstskådespelare. Han är bland annat känd för sina rösttolkningar till karaktärerna Snurre Sprätt och Daffy Anka. Han gjorde Råbarkar-Sams röst i Vem satte dit Roger Rabbit? och även Sylvesters röst i Sylvester och Pip samt Yuppies röst i Tiny Toon Adventures.
Alaskeys första film som Snurre Sprätt är Looney Tunes: Back in Action. Han gjorde även Snurres röst i de nyare kortfilmerna.